# Huściawa
Huściawa (818 m) – szczyt w Małych Pieninach w Grzbiecie Małych Pienin, którym biegnie granica polsko-słowacka. Znajduje się na jego północnym, polskim stoku poniżej Rabsztynu. Na północ od Huściawy do doliny Grajcarka opada poprzez Ubocz krótki grzbiet oddzielający dolinę Palkowskiego Potoku od potoku Krupianka. Huściawa znajduje się w granicach Szlachtowej, w województwie małopolskim, w powiecie nowotarskim, w gminie miejsko-wiejskiej Szczawnica.
Huściawa to niewysokie, kopiaste wzniesienie całkowicie porośnięte lasem. Jego nazwę podał Józef Nyka, który znał te okolice jeszcze z czasów przedwojennych, przed wysiedleniem Łemków. R. Walewski, autor opracowania Jaworki uważa jednak, że Nyka padł ofiarą nieporozumienia. Pytał on o nazwę tego szczytu kobietę z Jaworek, ta zaś chciała powiedzieć tylko tyle, że jest na niej gęsty las, czyli po łemkowsku huściawa. W rzeczywistości zaś w zasiedlanej przed drugą wojną światową przez Łemków wsi Szlachtowa nazwa Huściawa była nieznana, mieszkańcy po prostu nie mieli potrzeby nazywania tego szczytu. Na mapie WIG opisany był on jako Okrągły Wierch. Nowi powojenni mieszkańcy tych okolic, którzy osiedlili się tutaj na miejscu wysiedlonych Łemków szczyt ten nazywali Księżym Wierchem, gdyż miał tutaj pola greckokatolicki proboszcz ze słowackiej miejscowości Wielki Lipnik.
W 2016 r. na Huściawie znaleziono bezlist okrywowy (Buxbaumia viridis) – gatunek rzadkiego mchu podlegającego ochronie.

## Szlaki turystyki pieszej
Trawiastą przełęczą między Huściawą a Rabsztynem prowadzi szlak turystyczny.
 – grzbietem Małych Pienin, po północnej stronie Rabsztynu (szlak Tarnów – Wielki Rogacz).

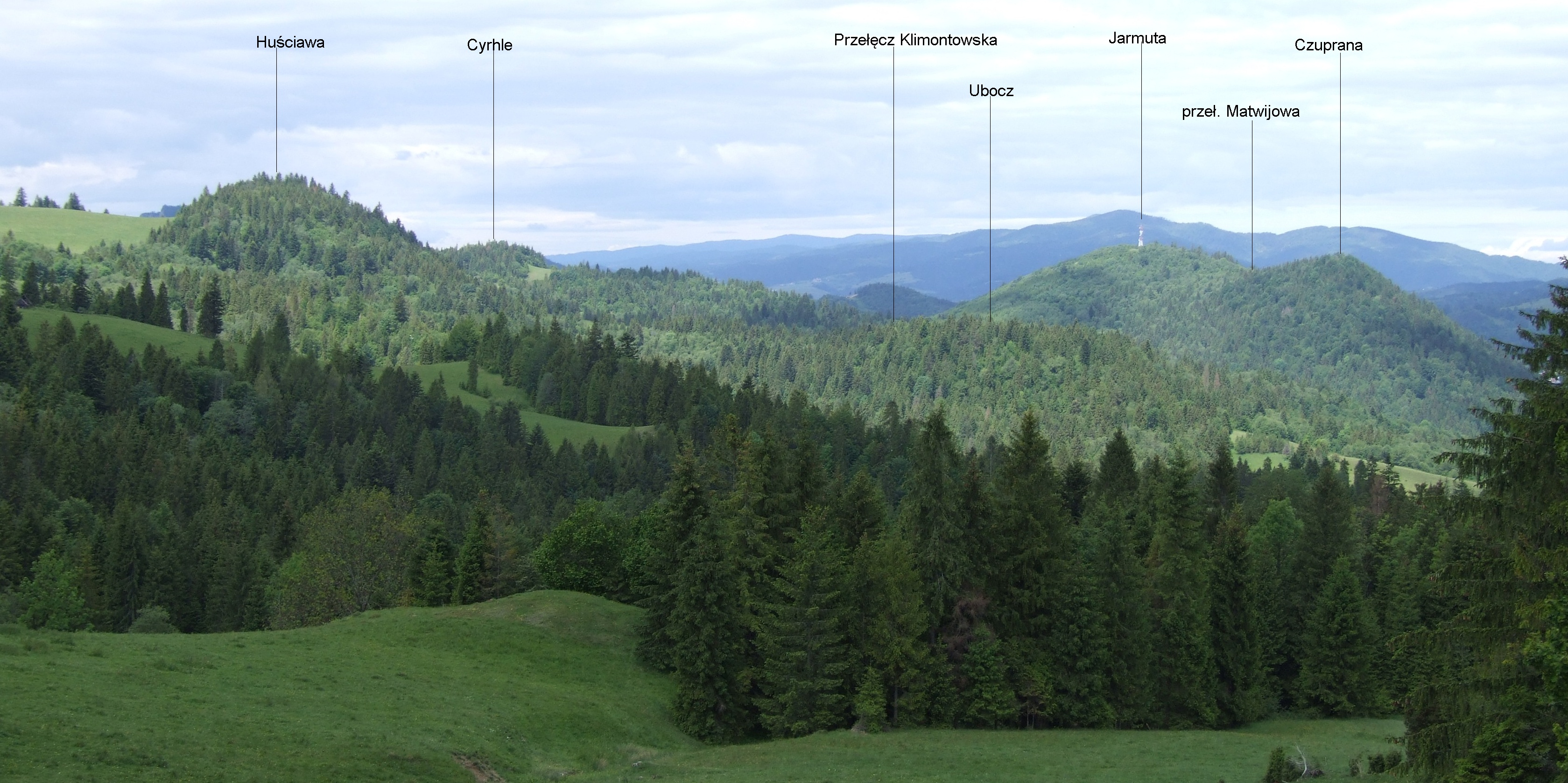